# Sparkster: Rocket Knight Adventures 2
Sparkster: Rocket Knight Adventures 2 (スパークスター ロケットナイトアドベンチャーズ2, Supākusutā Roketto Naito Adobenchāzu 2), simplement titré Sparkster en Europe et en Amérique du Nord, est un jeu vidéo d'action et de plates-formes à défilement horizontal sorti en 1994 sur Mega Drive.
Le jeu partage un titre identique en Europe et en Amérique du Nord avec une version d'abord sortie sur Super Nintendo, titrée Sparkster. Cette version sur Mega Drive est la suite de Rocket Knight Adventures, le premier jeu de la série, dont la version sur Super Nintendo ne partage pas la continuité, les deux versions étant différentes.